# Jorge Pacheco Areco

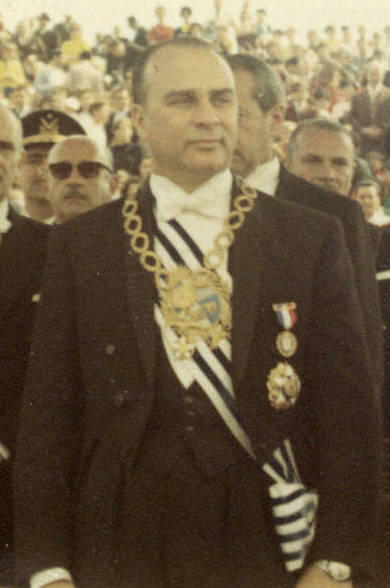
Jorge Pacheco Areco

Jorge Pacheco Areco (9 april 1920 – 29 juli 1998) was president van Uruguay namens de Rode Partij (Spaans: Partido Colorado) in de periode 1967-1972.